# R Force

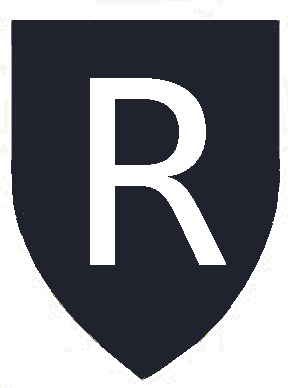
Abzeichen der Fernmeldetruppe der R Force, die Pioniertruppe trug ein Abzeichen mit blauem Hintergrund.

Die R Force war eine britische Täuschungseinheit während des Zweiten Weltkriegs. Sie bestand aus Panzerwagen, Pionieren und einer Fernmeldeeinheit. Während der Operation Fortitude versuchte sie, die alliierten Kräfte in Britannien stärker erscheinen zu lassen und die deutsche Aufklärung über die Pläne dieser Truppen zu täuschen. Während der späteren Kämpfe in Westeuropa führte sie ähnliche Operationen durch. Sie stand unter dem Befehl von Oberstleutnant David Strangeways.

## Geschichte
Während des Afrikafeldzugs diente Strangeways in der A Force Dudley Clarkes. Die Spezialeinheit nutzte Funkmanipulation, um den Achsenmächten falsche Informationen über Panzer und Fahrzeugkolonnen zukommen zu lassen und deren Kräfte so aus Regionen weg zu bewegen, die die Alliierten anzugreifen planten. Strangeways entwarf einen Plan, um die Achsenmächte über Zeit und Ort der alliierten Landung in Nordafrika zu täuschen. Später gelang es ihm in einer Mischung aus Täuschung und Geschwindigkeit, das deutsche Hauptquartier in Tunis zu besetzen, bevor diese ihre geheimen Unterlagen vernichten konnten.
Als General Bernard Montgomery das Kommando der 21. Heeresgruppe übernahm, befahl er Strangeways, eine Einheit neben der A Force für die alliierte Invasion der Normandie aufzustellen. Er wählte den Namen R Force in der Hoffnung, die Deutschen würden bei der Entdeckung der Einheit davon ausgehen, das R stünde für Reconnaissance. Diese Aufgabe konnte die R Force, die mit drei Kompanien Aufklärungswagen und einer Unterstützungskompanie ausgerüstet war, tatsächlich übernehmen. Die Kompanien waren mit speziellen Funkgeräten ausgestattet, mit denen die Geräusche operierender Panzer simuliert werden konnten. Die R Force übernahm einige Trupps der Royal Engineers, die sich auf Verschleierung verstanden. Weiterhin erhielt sie Personal aus Turner's Department von Oberst John Turner, das sich auf das Anlegen falscher Flugfelder und anderer militärischer Einrichtungen verstand. Die 5. Kabellose Gruppe wurde im Januar 1944 aufgestellt, um der R Force Kapazitäten zur Funktäuschung zur Verfügung zu stellen. Mittels spezieller Ausrüstung konnte so der Funkverkehr eines ganzen Korps simuliert werden. Die Stärke der R Force überstieg schließlich 1.200 Mann. Mitglieder vom Royal Corps of Signals trugen als Schulterabzeichen ein schwarzes Schild mit einem weißen R in der Mitte. Die Pioniere trugen das weiße R vor einem blauen Hintergrund.
Strangeways entwarf die Operation Quicksilver und führte sie durch. Sie war ein wichtiger Teil der Operation Fortitude, die den Deutschen eine geplante alliierte Landung in der Gegend um Pas-de-Calais vorgaukeln sollte. Nach der alliierten Landung in der Normandie im Juni 1944 verlegte die R Force auf den Kontinent und operierte unter dem Befehl der 21. Heeresgruppe. Sie gehörte zu den ersten Einheiten, die in Rouen und Brüssel einmarschierten und führte später Täuschungsoperationen im Rahmen der alliierten Überquerung des Rheins durch.
Im Jahr 2004 wurden die Taten der R Force mit dem Titel Fooling Hitler fürs Fernsehen verfilmt.